# Fungulus perlucidus
Fungulus perlucidus is een zakpijpensoort uit de familie van de Molgulidae. De wetenschappelijke naam van de soort is, als Culeolus perlucidus, voor het eerst geldig gepubliceerd in 1881 door Herdman.